# Rolka
Rolka je športni rekvizit, ki se uporablja pri rolkanju. Glavni deli rolke so deska, samolepilni oprijemni trak, podvozja, kolesa in ležaji. Moderno rolko so razvili v devetdesetih letih 20. stoletja.

## Deli rolke
1. Samolepilni oprijemni trak s svojo grobo površino omogoča oprijem na rolki.
2. Deska je glavni del vsake rolke in ima nagnjen rep in nos. Na spodnji strani je po navadi grafika.
3. Podložka je ploščiča iz mešanice gume in plastike, ki blaži udarce na kontaktu podvozij z desko.
4. Podložna ploščica je del podvozja, ki omogoča pritrditev podvozja na desko.
5. Gumice vplivajo na to, kako lahkotno se rolka nagiba in zavija s svojo trdoto.
6. Obešalnik podvozja je z glavnim vijakom pritrjen na podložno ploščico. Nanj so pritrjena kolesa z ležaji.
7. Os podvozja je del, na katerega so privite matice, ki držijo kolesa.
8. Ležaji omogočajo, da se kolesa vrtijo hitreje, kot bi se, če bi bile neposredno pritrjena na os podvozja.
9. Kolesa omogočajo premikanje rolke.
10. Razmikalnica leži med dvema ležajema in preprečuje vstop umazanije vanju.
11. Blok-matica pritrjuje kolesa na os podvozja.
12. Glavni vijak in matica skupaj držita podvozje. Z matico nadzorujemo zavijanje rolke.

### Deska rolke
Deska rolke je po navadi iz sedmih plasti tankega furnirja, najpogosteje javorine. V preteklosti so, da bi zmanjšali težo rolke, odstranili eno plast, ker pa je deska izgubila veliko vzdržljivosti, so to opustili. Dandanes veliko podjetij uvaja plast ogljikovih vlaken, kar naj bi povečalo trdnost in vzdržljivost desk. Večjega napredka še ni bilo, zato je še vedno velika večina desk narejenih iz različnih kombinacij lesa. Kot marketinško potezo nekatere firme uporabljajo pobarvane plasti, ki naj bi bile zaradi tega boljše (bodisi bolj vzdržljive ali trdne), vendar to ne drži. Plasti skupaj zalepijo in stisnejo pod velikimi pritiski v zato narejeni stiskalnici s kalupom za obliko.
Deske so različnih velikosti, oblik in trdnote. Moderne deske se razlikujejo po naklonu nosa in repa, dolžini in širini in po konkavnosti. Običajno je nos deske nekoliko daljši in širši, čeprav smo v dobi switch rolkanja in bi pričakovali, da sta enaka. Dolžine rolk segajo od zelo majhnih za otroke (izdelujejo jih posebna podjetja) do normalnih desk, ki se razlikujejo glede na teren rolkanja. Za tehnično (in bolj počasno) rolkanje se uporabljajo manjše in ožje deske, ker se lažje rotirajo, za hitro vertikalno rolkanje pa se uporabljajo širše in daljše deske. Konkavnost deske je njena podolžna upognjenost in vpliva na to, kako hitro se rolka rotira. Ker konkavnost vpliva tudi na občutek na rolki, se za pravo odloča vsak rolkar sam, ne glede na teren, na katerem rolka.
Pomemben del vsake deske je grafika na spodnji strani, čeprav nima uporabne funkcije. Povprečen rolkar z drsenjem po zidovih in ograjah grafiko odstrani v nekaj dneh, zato so med izkušenimi rolkarji popularne deske brez grafike, ker so občutno cenejše. Grafika omogoča, da deske prepoznamo po podjetjih in po njihovih poklicnih rolkarjih. Tematika grafik je uporniška, pogosto pa je njen namen šokirati. Veliko rolkarjev polepi spodnje dele svojih desk z nalepkami, kot je to značilno za poklicne rolkarje, ki tako promovirajo svoje sponzorje.

### Podvozja
Podvozja so poleg deske najpomembnejši del rolke. Njihove značilnosti prispevajo k obnašanju rolke: kako zavija, kako je stabilna itd. Večina jih je narejenih iz aluminija, razen nekaj preizkusnih izjem. Kljub različnim prozvajalcem so si vsa podvozja zelo podobna in celo tehtajo približno enako.
Pomembna dela vsakega podvozja sta glavni vijak (ang: kingpin), ki je poleg deske del, ki se največkrat zlomi (še posebej pozimi, ko so večje temperaturne amplitude), in gumice. Rolka zavija glede na trdnost gumic - pri mehkih lažje in pri trših težje. Ker je zavijanje odsivno tudi od hitrosti vožnje, je potrebno trdnoto gumic in zategnjenost matice prilagoditi tudi temu.
Podvozja so na voljo v več višinah (za različne velikosti koles) in različnih širinah (za različne širine desk). Grafik, kot jih poznamo na deskah, na podvozjih ni, so pa na izbiro podvozja različnih barvnih kombinacij in včasih majhnih logotipov poklicnih rolkarjev na obešalniku podovozja.

### Kolesa
Čeprav se zdijo kolesa eden izmed najenostavnejših delov na rolki, so njihovem razvoju zadnja leta podjetja posvetila kar zajeten čas. Poleg raznih mešanic polimerov, sta sedaj v ospredju še dve inovaciji: kolesa z dvojnim durometrom in votla kolesa. Trdota koles se meri z durometrom, kar nam omogoča izbiro med mehkejšimi in trdnejšimi.
Prednost mehkejših je, da so tišje in jih ne zaustavi vsak kamenček. Zaradi mehkobe pa so počasnejše od trdnejših. Žal trša kolesa ustavi večina peska in so veliko bolj glasna. Kot odgovor na to problematiko so izdelali kolesa z dvojnim durometrom. Jedro kolesa je mehkejše in je zato manj dovzetno za pesek, medtem ko trša zunanja plast omogoča večjo hitrost.
Votla kolesa niso povsem votla, manjka le sredica. Posledično je teža koles manjša približno za težo enega kolesa, kar je 25 %. Edina slabost teh koles je, da so veliko dražja.
Poleg deske so kolesa najpogostejši del rolke, kjer je grafika večjega pomena. To omogoča poklicnim rolkarjem, da imajo svoj model kolesa, ki pa se od navadnega razlikuje le po grafiki.
Glavna lastnost kolesa je njegov premer, ki uravnava njegovo hitrost (večje je hitrejše). Obstajajo tudi modeli, ki so ožji od standardnih, kar jih naredi hitrejše, vendar manj stabilne.

### Ležaji
Rolkarski ležaji so tako kot drugi razporejeni po ABEC kriteriju hitrosti. Edino podjetje, ki je odstopilo od te kategorizacije je Bones bearings, ki se je zato uveljavilo kot vodilno na področju ležajev.